# Conus scabriculus
Conus scabriculus é uma espécie de gastrópode do gênero Conus, pertencente à família Conidae.